# Надєждін Борис Борисович
Борис Борисович Надєждін (рос. Борис Борисович Надеждин, нар. 26 квітня 1963, Ташкент, Узбецька РСР, СРСР) — російський політичний діяч, викладач.
Депутат Ради депутатів міського округу Довгопрудний Московської області (1990—1997, 2019 — н.  в.). Засновник та президент Фонду «Інститут регіональних проєктів та законодавства» (2001 — н. в.). Депутат Державної думи Російської Федерації III скликання (1999—2003). Кандидат фізико-математичних наук (1988).

## Президентська кампанія 2024 року
31 жовтня 2023 року Борис Надєждін оголосив, що висуває свою кандидатуру на президентські вибори в Росії 2024 і заявив, що так звана «СВО» — це «фатальна помилка» Путіна.
23 грудня 2023 року на з'їзді партії «Громадянська ініціатива» був висунутий кандидатом на президентські вибори.
28 грудня 2023 року ЦВК допустила Бориса Надєждіна до збору підписів.

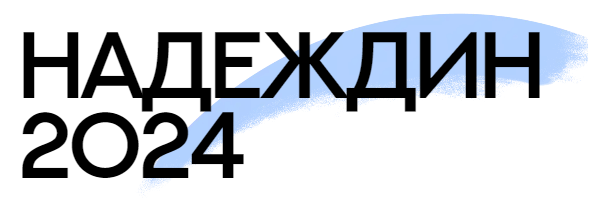
Логотип президентської кампанії Бориса Надєждіна

### Збір підписів
Відповідно до закону «Про вибори президента Російської Федерації», кандидат, висунутий політичною партією, не представленої у Державній думі, зобов'язаний зібрати на свою підтримку 100 тисяч підписів виборців (але не більше 2,5 тисяч із кожного суб'єкта РФ).
12 січня 2024 року Надєждіним та його командою було відкрито офіси і точки збору підписів в 46 суб‘єктах РФ.
14 січня 2024 року було зібрано приблизно 9 тисяч підписів, після того як декілька лідерів російської опозиції закликали громадян РФ підтримати виборчу кампанію Надєждіна збір підписів значно прискорився і біля штабів Надєждіна почали вишиковуватися величезні черги щоб поставити підпис.
17 січня 2024 року було повідомлено що в підтримку Надєждіна було зібрано 20 тисяч підписів.
18 січня 2024 року Тбілісі відкрився перший пункт зі збору підписів поза РФ. Згодом географія збору підписів розширилася на Аргентину, Вірменію, Австрію, Бельгію, Болгарію, Велику Британію, Угорщину, Німеччину, Грецію, Данію, Ізраїль, Індонезію, Ірландію, Іспанію, Італію, Казахстан, Кіпр, Киргизстан, Латвію, Литву, Молдову Норвегію, ОАЕ, Польщу, Португалію, Сербію, Словаччину, Словенію, США, Таїланд, Туреччину, Узбекистан, Фінляндію, Францію, Чехію, Чорногорію, Швейцарію, Швецію, Шрі-Ланку
За даними сайту Надєждіна станом на 24 січня 2024 року було зібрано більше чим 137 тисяч підписів (при мінімально необхідних 100 тисячах). При цьому в багатьох регіонах Росії було зібрано все ще значно менше квоти в 2500 підписів, тому в останні дні акцент робиться саме на кампанію в регіонах.
26 січня 2024 року, коли кількість підписів, зібраних на території Росії, стало достатньо, було вирішено не подавати до ЦВК підписи, зібрані за кордоном.
За даними, на 25 січня було зібрано трохи більше 158 тисяч, а на 26 січня — трохи більше 197 тисяч підписів на підтримку висування Бориса Надєждіна, тобто план збору виконано. Проте, підписи планувалося збирати ще кілька днів, залежно від регіону. У ЦВК їх необхідно подати не пізніше ніж 31 січня 2024 року.
28 січня 2024 року кількість підписів перетнула позначку в 200 тисяч. Відсортовано ж було 100 тисяч підписів, збір підписів досі продовжується в 51 суб'єкті РФ (за даними з сайту Надєждіна)
31 січня 2024 року Надєждін разом із прихильниками здав 105 тисяч підписів у ЦВК, в останній допустимий за законом день. ЦВК перевірить підписи та винесе рішення про реєстрацію чи зняття кандидата з виборів до 10 лютого.

### Відмова у реєстрації
8 лютого 2024 року ЦВК відмовив Борису Надєждіну у реєстрації кандидатури на пост президента РФ. Надєждін заявив що буде подавати апеляцію до Верховного Суду РФ.

## Особисте життя
Одружений, має чотирьох дітей.